# Lingua urdu
La lingua urdu o urdù (اردو, urdū) è una lingua indoeuropea del gruppo delle lingue indoarie, sviluppatasi nell'Asia meridionale tra il 1200 e il 1800, al tempo del Sultanato di Delhi e dell'Impero Mogul, con influenze persiane, curde ed arabe.
Al 2022, è parlata da 231,3 milioni di parlanti totali.
La lingua urdu, parola di origine turca il cui significato è "accampamento (imperiale)", e dalla quale deriva anche la parola italiana "orda", è attualmente la lingua ufficiale del Pakistan insieme all'inglese è una delle 22 lingue ufficiali riconosciute dall'India. L'hindi e l'inglese sono lingue ufficiali a livello federale. Il numero dei parlanti di nazionalità indiana è maggiore di quello dei parlanti di nazionalità pakistana.
L'urdu si scrive con l'alfabeto urdu, cioè l'alfabeto arabo-persiano dotato di alcune modifiche e aggiunte per riprodurre suoni assenti in arabo.

## Storia
La storia di questa lingua, usata già nelle sue forme embrionali a livello sia popolare sia letterario nel XIII secolo d.C. in un'area geografica situata all'interno dell'odierno territorio nazionale indiano, è molto complessa. Essa va situata all'interno delle vicende politiche e più genericamente culturali che hanno interessato il subcontinente indiano negli ultimi cinque secoli, che si presentano già esse stesse come un panorama molto variegato. Sinteticamente, si può affermare che la lingua ha la sua origine nell'India nord-occidentale diventata dominio musulmano conseguentemente agli attacchi turco-mongoli del XIII secolo; da lì, essa trova in seguito un ambiente di sviluppo anche nel Deccan ("daccani urdu"), che si manterrà vivo nel corso del tempo; l'area in cui resta lingua principale nell'uso è comunque l'India nord-occidentale.
In origine la lingua urdu rappresentava il risultato della composita realtà etnica e linguistica che caratterizzava la suddetta area geografica nel periodo sunnominato, quindi costituisce una sorta di lingua franca, quasi una koinè dell'India settentrionale e, in seguito alle conquiste dei sovrani della dinastia Moghul, orientale, nella piana gangetica. Per questo motivo a livello lessicale essa si presenta ricca di molteplici apporti, tutti quelli provenienti dalle lingue parlate dalle popolazioni abitanti gli odierni territori compresi tra il Medio Oriente arabo-persiano e il linguisticamente ricchissimo subcontinente indiano. 
La diffusione della lingua tra le truppe moghul le diede il nome di lashkari (لشکری), ossia letteralmente di lingua "militare".
Nella storia della letteratura, le opere composte in questa lingua rientrano in parte nell'ambito religioso. Infatti, a partire dal XIII secolo circa, in urdu sono state composte le opere dei maestri sufi, ossia degli appartenenti a quella che viene considerata la branca mistica dell'Islam. Esiste anche una ricchissima tradizione poetica, che in parte si nutre di motivi e stilemi tratti dalla lirica sviluppatasi nella letteratura persiana e continua sino ai nostri giorni. Recitazioni di poeti, a partire da quelli celeberrimi di Josh Malihabadi, di Agha Hashar Kashmiri e di Muhammad Iqbal, poeta bilingue (urdu-persiano) m. nel 1938 e grande animatore del progetto di creazione del Pakistan, tuttora esercitano un vasto richiamo anche tra la popolazione più umile.

## Differenze con l'hindi (grafia e lessico)
A livello grammaticale, essa non si discosta che per pochissimi tratti dalla struttura della lingua hindi, tanto che per molto tempo, principalmente a partire dai primi decenni del XIX secolo, è sussistita un'accesa controversia sulla stessa possibilità di distinguerle. Il risultato di tali confronti è che a livello fonetico-grammaticale le due lingue sono praticamente la stessa.
La differenza essenziale è a livello grafico, poiché mentre l'hindi viene scritto usando l'alfabeto devanagari, l'urdu si scrive con l'alfabeto urdu, cioè modifica dell'alfabeto arabo-persiano, con l'aggiunta di qualche ulteriore grafema rappresentante i suoni propri delle lingue indiane. Altra importante differenza è a livello lessicale: l'hindi è composto per circa l'80% di parole di origine sanscrita, l'urdu invece utilizza lemmi di origine araba e, in seconda battuta, persiana nei settori semantici riguardanti principalmente la religione, terminologie tecniche di vario genere e la letteratura.

## Diffusione nel mondo
L'urdu è lingua ufficiale e nazionale del Pakistan. È anche una delle 22 lingue ufficialmente riconosciute dall'allegato VIII della Costituzione dell'India. È considerata "lingua ufficiale aggiuntiva" negli stati federati di Andhra Pradesh, Uttar Pradesh, Bihar, Jharkhand, Bengala occidentale, Telangana, e nel territorio della capitale nazionale Delhi. È inoltre una delle lingue ufficiali nel territorio del Jammu e Kashmir.

### Dizionari
- J.T. Platts, A Dictionary of Urdu, Classical Hindi and English, Munshiram Manoharlal, Nuova Delhi, 1987.
- V. Pietrangelo (a cura di), Dizionario urdu. Italiano-urdu, urdu-italiano, A. Vallardi, Milano, 2007.

### Grammatiche
- Camillo Tagliabue, Grammatica della Lingua Indostana o Urdù, Loescher, Roma, 1892.
- Tej K. Bhatia e Koul Ashok, Colloquial Urdu: The Complete Course for Beginners, Routledge, Londra, 2000.
- R.L. Schmidt, Urdu: an essential grammar, Routledge, Londra, 1999.
- Ilaria Graziani e Thomas Dahnhardt, Grammatica urdū, Hoepli, Milano, 2014, ISBN 978-8820359706.

### Storia della letteratura
- A. Bausani, Le letterature del Pakistan e dell'Afghanistan, Sansoni-Accademia, Firenze-Milano 1968.
- A. Pagliaro e A. Bausani, La letteratura persiana, Sansoni-Accademia, Firenze-Milano 1968.